# Francesco Usper
Francesco Usper, (dont le nom réel est Spongia ou Sponga) (Rovigno, aujourd'hui Rovinj en Istrie, 1er novembre 1561 – Venise, 24 février 1641), est un organiste et un compositeur italien.

## Biographie
né en Istrie, il s'est installe à Venise avant 1586 où il a rejoint la Scuola Grande di San Giovanni Evangelista. Il a passé la plupart de sa vie comme organiste, chapelain et responsable de l'église San Salvador. Élève d'Andrea Gabrieli, il est devenu un compositeur qui était apparemment bien connu. Il a collaboré à l'écriture d'une messe de Requiem (maintenant perdue) avec Giovanni Battista Grillo et Claudio Monteverdi pour le Grand-duc Cosme II de Médicis. Il a travaillé comme organiste suppléant à la basilique Saint-Marc entre 1622 et 1623.
Bien que sa musique marque une tendance vers le conservatisme, il montre une grande capacité à utiliser avec sensibilité les styles instrumentaux nouveaux du début du XVIIe siècle.

## Œuvres
- 1595 Ricercari, et arie francese a quattro voci di Francesco Sponga
- 1604 Primo libro de' madrigali a cinque voci
- 1614 Messe e Salmi da concertasi nel Organi di Franceso Usper
- 1619 Compositioni Armoniche: Motetes, Sinfonías, Sonatas, Canzonas, y Caprichos para 1-8 voces
- 1624 Deux motets
- 1627 Salmi Vespertini....

2 de ses motets sont repris dans le recueil Ghirlanda sacra (1625) rassemblé par Leonardo Simonetti.

## Source de la traduction
- (it) Cet article est partiellement ou en totalité issu de l’article de Wikipédia en italien intitulé « Francesco Usper » (voir la liste des auteurs).